# Leptogaster signata
Leptogaster signata là một loài ruồi trong họ Asilidae. Leptogaster signata được Meijere miêu tả năm 1914. Loài này phân bố ở miền Ấn Độ - Mã Lai.